# Причинна (фільм)
«Причинна» (англ. Prychynna. The Story of Love) — український короткометражний анімаційний фільм режисера та автора сценарію Андрія Щербака за мотивами однойменної поетичної балади Тараса Шевченка.
«Причинна» стала одним із переможців Восьмого конкурсного відбору Держкіно та отримала 100 % державне фінансування у розмірі 4 312 800 грн. Унікальність стрічки полягає в експериментальному поєднанні традиційної анімації із нестандартними прийомами відео-арту та звуко- й відеоінсталяцій.
Національна прем'єра стрічки відбулась на Одеському міжнародному кінофестивалі.
20 квітня 2018 року стрічка здобула перемогу у номінації «Найкращий анімаційний фільм» української національної кінопремії «Золота дзиґа»..

## Сюжет
У часи козаччини війна розділяє закоханих. Молодий козак мусить покинути наречену та вирушити воювати. Наречена, не витримавши розлуки, божеволіє, їй ввижаються різні бойові сцени. Останньою нареченій бачиться водна глибочінь, у якій вона тоне, а насправді помирає біля дерева. Молодий повертається живим та неушкодженим, але, побачивши загибель коханої, бере її на руки та розбивається насмерть об дерево. Пара воз'єднується в посмертному житті.

## Створення
Режисер стрічки Андрій Щербак описував мету створення стрічки: «Причинна — дуже емоційний фільм. Я хочу наблизити глядача до почуттів головних героїв. Сам я переживав подібне, коли почалася війна на Донбасі. Куди би я не пішов — емоційний вакуум і інформація, яку можна було трактувати як завгодно». Мораль короткометражки він пояснював так: «Ненависть породжує смерть, смерть породжує ненависть. І тільки любов дає життя і рятує. Про це мовить Т. Г. Шевченко, у поетичній баладі „Причинна“, це хочу показати і я».
Над стрічкою працювали режисер, автор сценарію та художник-постановник Андрій Щербак, композиторка Тетяна Шамшетдінова, звукорежисер Олег Татарчук, продюсери Геннадій Кофман та Ольга Бесхмельниціна. Фільм створила кінокомпанія «Магіка-фільм» за підтримки Держкіно України.

## Нагороди та номінації
Перемоги
- 2018 — Гран-прі фестивалю короткометражного кіно «Відкрита ніч» (Україна)[7]
- 2018 — Нагорода в номінації «Найкращий анімаційний фільм» Другої Національної кінопремії «Золота Дзиґа» (Україна)[4]
- 2017 — Спеціальний приз журі «За поетичне втілення літературної класики» на XXIV Міжнародному фестивалі анімаційних фільмів «КРОК» (Україна)[8].
- 2017 — Нагорода Найкращому анімаційному фільму Міжнародної програми Третього кіно-медіа фестивалю для молоді «Кіномаршрут» (Україна)[9].
- 2019 — Премії Кабінету Міністрів України імені Лесі Українки в номінації «Кінотвори для дітей та юнацтва».[10]

Номінації та дипломи
- 2018 — Конкурсна програма 9-го Picknic Film Festival у місті Сантандер (Іспанія)[11]
- 2017 — Міжнародний анімаційний фестиваль 19th Bucheon International Animation Film Festival (BIAF) (Пучхон, Південна Корея).[8]
- 2017 — Національна конкурсна програма спеціальної фестивальної події «Молодість. Пролог-47» (Київ, Україна).[12]
- 2017 — Конкурсна програма 10-го Міжнародного анімаційного фестивалю Banjaluka (Баня-Лука, Боснія і Герцеговина).[13]
- 2017 — Конкурсна програма 18-го Міжнародного фестивалю короткометражного кіно на Лансароте (Festival Internacional de Cine Lanzarote) (Лансароте, Іспанія)[14].
- 2017 — Конкурсна програма Short to the Point (STTP) у номінації «Кращий анімаційний фільм» (Румунія).

| Список нагород та номінацій           | Список нагород та номінацій | Список нагород та номінацій | Список нагород та номінацій | Список нагород та номінацій | Список нагород та номінацій |
| Кінопремія                            | Дата церемонії              | Категорія                   | Номінант(и)                 | Результат                   | Дж                          |
| ------------------------------------- | --------------------------- | --------------------------- | --------------------------- | --------------------------- | --------------------------- |
| Національна кінопремія «Золота дзиґа» | 20 квітня 2018              | Найкращий анімаційний фільм | Причинна                    | Перемога                    |                             |